# Trundholmska sončna kočija
Trundholmska sončna kočija (dansko: Solvognen) je artefakt iz pozno nordijske bronaste dobe, ki so ga odkrili na Danskem. Predstavlja kočijo, bronast kip konja in velik bronasti disk, ki so postavljeni na napravi s kolesi z naperami.
Skulptura je bila odkrita brez spremljajočih predmetov leta 1902 v šotnem barju v Trundholmu, v županiji Zahodni Zealand, na severozahodni obali otoka Zelandija (Sjælland) na Danskem, v regiji znani kot Odsherred (približno 55°55′N 11°37′E / 55.917°N 11.617°E). Zdaj je v zbirki Narodnega muzeja Danske v Kopenhagnu.

## Opis
Konj stoji na bronasti prečki, ki jo podpirajo štiri kolesa. Prečka pod konjem je priključena na disk, ki je podprt z dvema kolesoma. Vsa kolesa imajo po štiri napere. Artefakt je bil odlit po metodi izgubljenega voska (Precizijsko litje).
Celoten objekt je velik približno 54 × 35 × 29 cm (širina, višina, globina). 
Disk ima premer približno 25 cm. Pozlačen je samo na eni strani, na desni strani (če gledamo v smeri konja). Sestoji iz dveh bronastih diskov, ki ju povezuje zunanji bronast obroč, s tanko plastjo zlata na eni strani. Diska sta bila nato okrašena s prebijali in gravirana v območju z motivi koncentričnih krogov, s pasovi cik-cak dekoracije med njimi. Pozlačena stran ima dodaten zunanji pas, ki lahko predstavlja žarke, pa tudi območje s koncentričnimi krogi, ki jih povezuje zanka pasov, ki namesto da teče v eno smer, napreduje po korakih, dvakrat naprej in enkrat nazaj. Glavne značilnosti konja so tudi zelo urejene. 
Obe strani diska razlagajo kot pokazatelja prepričanja, da sonce, ki se pomika čez nebo od vzhoda do zahoda čez dan, predstavlja svojo svetlo plat Zemlji in se vrne od zahoda do vzhoda ponoči, ko je temna stran obrnjena proti Zemlji. Domneva se, da je bil voz uporabljen med verskimi obredi kot dokaz gibanja sonca na nebu. 

## Datiranje
Skulpturo so datirali v Nationalmuseet okoli 1800-1600 pr. n. št., čeprav so predlagani tudi drugačni datumi. Na žalost je bilo to ugotovljeno preden je bilo razvito pelodno datiranje, ki bi omogočilo bolj natančno datiranje.
Model konjske vprege vozila na kolesih z naperami v severni Evropi, v tako zgodnjem času, je presenetljiv; ni jih pričakovati, da bi se pojavili do konca pozne bronaste dobe, ki se giblje od 1100 do 550 pred našim štetjem. To in dekoracije lahko kažejo na podonavski izvor ali vpliv na objekt, čeprav so v Nationalmuseet prepričani, da je nordijskega izvora. 

## Mogoča funkcija kot koledar
Klaus Randsborg, profesor arheologije na Univerzi v Kopenhagnu, je poudaril, da je vsota števila spiral v vsakem krogu diska, pomnožena s številom krogov, v katerih se nahajajo, šteto od sredine (1x1 + 2x8 + 3x20 + 4x25), rezultat skupno 177, kar pride zelo blizu števila dni v šestih sinodskih mesecih, le 44 min 2,8 sec krajši vsak.
Sinodski cikel je čas, ki preteče med dvema zaporednima konjunkcijama predmeta na nebu, kot posebna zvezda s soncem. To je čas, ki preteče, preden se bo objekt ponovno pojavil na isti točki na nebu gledano iz Zemlje, zato je očitno, da so orbitalno periodo opazili iz Zemlje.
On trdi, da to dokazuje, da je disk zasnovala oseba z določeno mero astronomskega znanja in da je skulptura lahko delovala kot koledar.

## Sončna kočija v Indo-evropski mitologiji

### Skandinavska mitologija
Kljub ogromni vrzeli v času, med različnimi viri, zlasti nordijski mitologiji, znani iz virov 13. stoletja, je ločeno sklicevanje na sonce v pripravi na vozu mogoče najti v nordijski mitologiji. Mnogi zatrjujejo, da so bili nordijski miti ohranjeni ustno za nepreverljivo časovno obdobje, preden so jih zapisali, podobno kot vedska besedila. V nordijski mitologiji je Sól poosebljena boginja Sonca, ki ustreza staro-angleškemu imenu Siȝel, nadalje so rekonstruirali proto-germansko Sôwilô ali Saewelô. Staro visoko nemška sončna boginja je Sunna. Vsak dan je Sól peljala po nebu svoj voz, vprežen v dva konja Arvak in Alsvid.
Kočija je bila tudi razlaga kot možni bronasto-dobni predhodnik Skinfaxi,  konj, ki je potegnil Dagr, poosebljenje dneva, čez nebo.

### Keltski Panteon
Nebesni bog Taranis je običajno upodobljen z atributom kolesa z naperami.

### Rigveda
Rigveda odraža tudi mitološko temo Sončne kočije. RV 10.85 omenja nevesto boga sonca kako sedi na vozu vpreženem v dva vola. Ustrezni verzi so naslednji (prevod Griffith):

10. Njena duša je bila poročni voz; njegovo pregrinjalo je bilo nebo; svetla sta bila oba vola, ki sta ga vlekla, ko se je Surya bližala domu svojega moža.
11. Tvoja vola sta bila mirna, vodili so ju sveti verzi in melodična himna; kolesi sta bili tvoji ušesi; tvoja pot se je vila po nebu.
12. Čista so bila tvoja kolesa, ko si šla; veter je bila tam pritrjena os. Surya je, na poti k svojemu gospodu, splezala na duhovni voz.